# Vagn Greve
Vagn Greve (født 9. marts 1938 i Nr. Lyndelse, død 18. juli 2014) var en dansk professor i strafferet.
Greve blev cand.jur. fra Københavns Universitet i 1965 og lic.jur. samme sted i 1972. Han var fra 1965 til 1987 amanuensis og lektor ved Det Juridiske Fakultet på Københavns Universitet. Fra 1987 til 1992 fungerede han som professor i revision med særligt henblik på økonomisk kriminalitet ved Copenhagen Business School (CBS). Fra 1992 til 2008 var han professor i strafferet ved Københavns Universitet. En overgang var han også dekan. Fra 2009 til 2012 var han professor i økonomisk kriminalitet ved Center for Kreditret og Kapitalmarkedsret på CBS. De sidste år af sit liv var Greve tilknyttet Syddansk Universitet.
Greve var fra 1996 til 2006 medlem af Den Særlige Klageret. 
I 1994 modtog han AIDS-fondets forskningspris. I 1997 blev han udnævnt til æresdoktor ved Uppsala Universitet og i 2010 ved Helsingfors Universitet. I en årrække var han desuden medlem af den komité, der udpeger vinderen af Sonningprisen.
Greve markerede sig bl.a. i den offentlige debat i forbindelse med Muhammedkrisen og spørgsmål om ytringsfrihed og overvågning.